# Soyastroom
De Soyastroom (SC) is een zeestroom in het noordwesten van de Grote Oceaan die in oostelijke richting stroomt. De zeestroom ligt voor de zuidkust van het Russische eiland Sachalin in oblast Sachalin en de noordkust van het Japanse eiland Hokkaido in de Straat La Pérouse.
De zeestroom ontstaat in de Japanse Zee onder invloed van de warme Tsushimastroom uit het zuidwesten en de koude Limanstroom uit het noorden. Na het passeren van de zeestraat komt de zeestroom uit in de Zee van Ochotsk met de daar stromende Ochotskgyre.
De zeestroom stroomt door de mariene ecoregio Japanse Zee en de mariene ecoregio Zee van Ochotsk.